# Белые лавки
Торговые ряды «Белые лавки» (бел. Гандлёвыя рады «Белыя лаўкі») — памятник гражданской архитектуры XIX века в городе Пружаны Брестской области Беларуси. Построены в 1867 году из кирпича. Архитекторы — Михайловский и Савич.

## История
Возведенные на месте старых деревянных торговых рядов по проекту гродненского губернского архитектора Михайловского и епархиального архитектора Т. Савича. Изначально имели проезд во внутренний дворик для подвоза и хранения товаров.

## Архитектура
Памятник гражданской архитектуры XIX века с чертами барокко и классицизма. Интересны как редкий образец гражданской монументальной архитектуры.
Прямоугольное в плане двухэтажное здание накрыто двухскатной крышей с фронтонами на торцах. 2 ряда торговых ячеек, образованных массивными аркадами с обоих продольных фасадов. Напротив интервалов между столбами арок неглубокие прямоугольные ниши в стенах, в которых расположены двери и витрины торговых помещений.